# Kandholhudhoo (Ari)

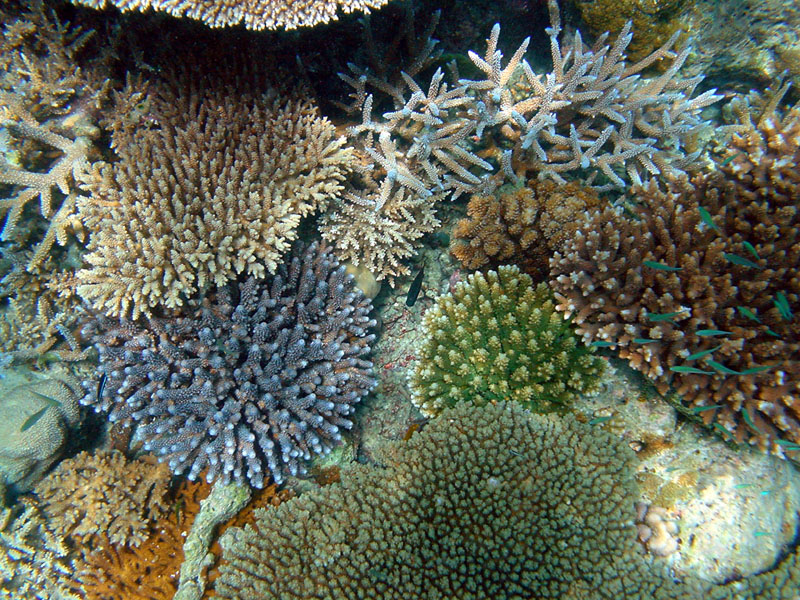
Un'immagine della barriera corallina di Kandholhudhoo: essa è una delle più rinomate delle Maldive per la ricchezza dei coralli ramificati e testimonia l'ormai completo recupero di alcune isole maldiviane dallo sbiancamento dei coralli del 1998.

Kandholhudhoo (pron. kandoluduu, senz'accenti tonici) è un'isola delle Maldive, che si trova nella zona centro-orientale dell'Atollo di Ari, a 8 miglia dalla barriera esterna dell'atollo. L'isola, sede del resort turistico di Kandholhu, manca completamente di laguna, essendo circondata da un anello quasi perfetto di corallo; la barriera corallina di Kandholhudhoo, sebbene colpita pesantemente dallo sbiancamento dei coralli avvenuto nel 1998, è una delle poche ad aver recuperato completamente e annovera ogni genere di corallo ramificato proprio del luogo.